# St. David (Illinois)
St. David è un villaggio degli Stati Uniti d'America, situato nello Stato dell'Illinois, nella contea di Fulton.